# Torti (cognome)
Torti è un cognome di lingua italiana.

## Varianti
Tortella, Tortelli, Tortello, Tortini, Torto, Tortoni.

## Origine e diffusione
Cognome tipicamente settentrionale, è presente prevalentemente nel Pavese, Milanese e Alessandrino.
Potrebbe derivare dal termine torto, col significato di "storto", a sottolineare alcuni difetti fisici del capostipite.
In Italia conta circa 895 presenze.
La variante Tortini compare in Lombardia e Emilia-Romagna; Tortella compare a Verona, Viterbo, Roma, Teramo, Chieti, Taranto e Bari; Tortello è presente a Torino, Genova e Rovigo; Tortelli ha ceppi a Brescia, Lucca, Firenze, Grosseto, Roma, Rieti e Bari; Torto e Tortoni sono praticamente unici.

## Persone
- Franco Torti (1927-1992) – paroliere, autore televisivo, teatrale e radiofonico italiano
- Giovanni Torti (1774-1852) – poeta italiano
- Giovanni Paolo Torti Rogadei (1668-1742) – vescovo cattolico italiano